# Howa Type 20
Howa Type 20 (яп. 20式小銃, ni-maru-shiki-shōjū), також відома як Type 20 5,56mm Rifle (яп. 20式5,56mm小銃, ni-maru-shiki-go-ten-go-roku- miri-shōjū) — штурмова гвинтівка, розроблена компанією Howa для Сухопутних сил самооборони Японії. Перші екземпляри були придбані армією в 2019 році, і згодом вони повинні замінити Howa Type 89 як основна зброя піхоти.

## Розробка
У серпні 2014 року було повідомлено, що Сухопутні війська Японії шукають нову гвинтівку для заміни Type 89. Кандидати на заміну Type 89 включали Heckler & Koch G36, Heckler & Koch HK416, Steyr AUG, FN SCAR і нову гвинтівку, розроблену компанією Howa.
У 2015 році Міністерство оборони Японії закупило різні іноземні гвинтівки для випробувань та уклало контракт з Howa на випробування їхньої вітчизняної гвинтівки.

## Історія
18 травня 2020 року Міністерство оборони оголосило, що гвинтівка буде називатися Type 20. Також було оголошено, що Type 20 спочатку буде видано солдатам амфібійної бригади швидкого розгортання.

## Конструкція
Type 20 має кращі надійність, вогневу потужність і можливість модифікації порівняно з Type 89. Водонепроникність є важливою для десантних операцій на південно-західних островах Японії. Однією з головних відмінностей від Type 89 є додавання кількох рейок для кріплення, що робить її першою японською гвинтівкою, яка має рейку як частину стандартної конструкції. Також вважається, що магазини сумісні зі STANAG. Гвинтівка має телескопічний приклад, вертикальну передню рукоятку, двосторонній перемикач режимів вогню та працює через поршень з коротким ходом. Порівняно з оригінальною конструкцією, поточна конструкція Type 20 зберегла багато тих самих характеристик лише з деякими помітними змінами. Довжина ствола була трохи вкорочена, а цівка перероблена, щоб мати можливість встановити рейку M-LOK. Бічні рейки були подовжені, додано складні прицільні пристосування, а приклад має підплечник, схожий на той, який можна побачити на HK416.
Через радикальну та сучасну зміну конструкції гвинтівки порівняно зі своїм попередником є деякі припущення щодо того, як вона отримала таку конструкцію. Одне з припущень полягає в тому, що на неї, можливо, вплинули різні іноземні гвинтівки; оскільки Японія має досвід закупівлі та використання ряду іноземних гвинтівок, особливо групи спецназу. Таким чином, дизайн Type 20 порівнювали з FN SCAR, CZ 805 BREN і Heckler & Koch HK433; дехто вважає, що гвинтівка має такі ж розміри та функціональність, як SCAR. Інший вплив на конструкцію, як припускають, походить від досвіду, отриманого Howa від розробки варіантів ACIES Type 89.
Гвинтівка важить 3,5 кг і має загальну довжину від 780 мм до 850 мм залежно від положення приклада. Довжина ствола 330 мм. На відміну від Type 89, Type 20 не має режиму вогню по три набої, оскільки це рішення було визнано непотрібним. Гвинтівка сумісна з підствольним багнетом, і, як повідомили на прес-конференції Міноборони, рушницю можна використовувати з гранатометом Beretta GLX-160. Гвинтівка також була продемонстрована з цівкою, мініатюрною сошкою та оптичним прицілом DEON MARCH 8x.

## Країни-експлуатанти
Японія: У грудні 2019 року Сили самооборони Японії обрали Type 20 як заміну для своїх попередніх Howa Type 89, перемігши Heckler & Koch HK416 і FN SCAR. У 2020 році було закуплено 3283 гвинтівки на суму в 9 мільйонів доларів.